# Gare d'Essene-Lombeek
La gare d'Essene-Lombeek (station Essene-Lombeek en néerlandais) est une gare ferroviaire belge de la ligne 50 de Bruxelles à Gand située sur le territoire de la commune de Ternat, dans la province du Brabant flamand en région flamande. Elle dessert les villages d'Essene et Lombeek-Sainte-Catherine.
Elle est mise en service en 1869. C'est un point d'arrêt sans personnel de la Société nationale des chemins de fer belges (SNCB) desservie par des trains Suburbains (S) des lignes S10 et S4 du RER bruxellois.

## Situation ferroviaire
Établie à 14 mètres d'altitude, la gare d'Essene-Lombeek est située au point kilométrique (PK) 19,922 de la ligne 50 de Bruxelles à Gand, entre les gares de Ternat et de Liedekerke.

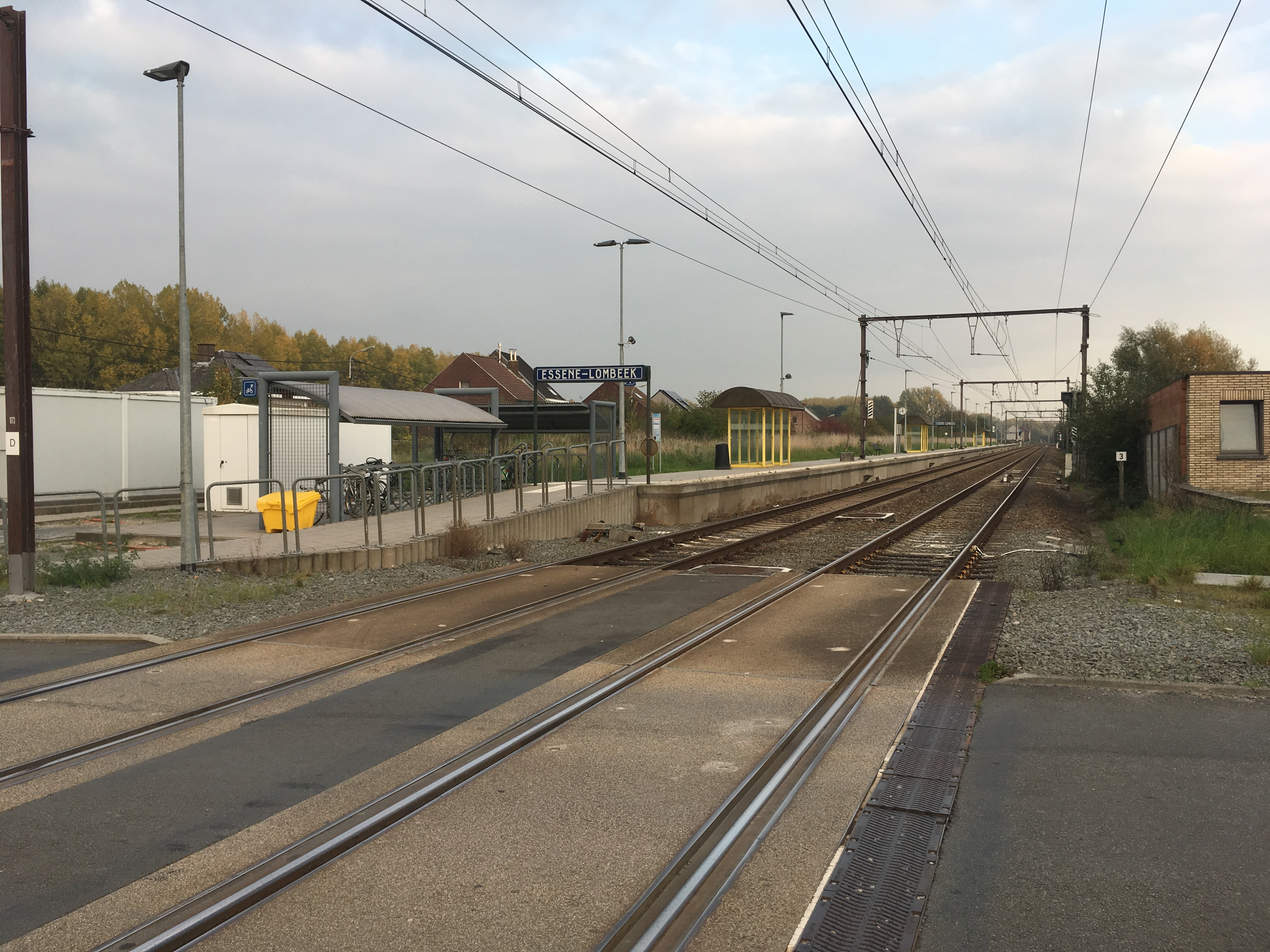
Quais de la halte et passage à niveau (2019).

## Histoire
La station d'Essene-Lombeek est mise en service le 15 août 1869 sur une section de la ligne de Bruxelles à Gand en service depuis 1856 .
En 1895, une halte de plan type 1893 y est construite. Ce bâtiment de briques foncées muni de linteaux droits en pierre surmontés de petits arcs de décharge possédait une aile de quatre travées à gauche (dont deux dévolues aux colis et bagages).
Les guichets ferment en 1993. Ce bâtiment, inutilisé et situé dans une zone verte qui ne permettait pas sa réaffectation en logements est finalement démoli en 2009.

## Service des voyageurs

### Accueil
Halte SNCB, c'est un point d'arrêt non géré (PANG) à accès libre.

### Desserte
Essene-Lombeek est desservie par des trains Suburbains (S4 et S10) de la SNCB,.
La desserte, cadencée à l’heure, comprend, en semaine et les week-ends, des trains S10 reliant Bruxelles-Midi à Alost, renforcés en semaine par deux trains supplémentaires en heure de pointe (le matin vers Bruxelles et l’après-midi vers Alost).
En semaine, il existe également des trains S4 qui relient toutes les heures Malines à Alost via Vilvorde et Bruxelles-Luxembourg.

### Intermodalité
Un parc pour les vélos et un parking pour les véhicules y sont aménagés.

## Comptage voyageurs
Ce graphique et tableau montre le nombre de voyageurs embarquant en moyenne durant la semaine, le samedi et le dimanche.
| Nombre de passagers qui embarquent à la gare de Essene-Lombeek | Nombre de passagers qui embarquent à la gare de Essene-Lombeek | Nombre de passagers qui embarquent à la gare de Essene-Lombeek | Nombre de passagers qui embarquent à la gare de Essene-Lombeek |
|                                                                | Semaine                                                        | Samedi                                                         | Dimanche                                                       |
| -------------------------------------------------------------- | -------------------------------------------------------------- | -------------------------------------------------------------- | -------------------------------------------------------------- |
| 1977                                                           | 492                                                            | 123                                                            | 86                                                             |
| 1978                                                           | 641                                                            | 148                                                            | 109                                                            |
| 1979                                                           | 608                                                            | 125                                                            | 100                                                            |
| 1980                                                           | 475                                                            | 89                                                             | 58                                                             |
| 1981                                                           | 540                                                            | 77                                                             | 59                                                             |
| 1982                                                           | 317                                                            | 63                                                             | 43                                                             |
| 1983                                                           | 465                                                            | 83                                                             | 43                                                             |
| 1984                                                           | 622                                                            | 90                                                             | 45                                                             |
| 1985                                                           | 501                                                            | 72                                                             | 85                                                             |
| 1986                                                           | 502                                                            | 75                                                             | 65                                                             |
| 1987                                                           | 633                                                            | 91                                                             | 73                                                             |
| 1988                                                           | 385                                                            | 78                                                             | 40                                                             |
| 1989                                                           | 410                                                            | 42                                                             | 28                                                             |
| 1990                                                           | 499                                                            | 59                                                             | 35                                                             |
| 1991                                                           | 533                                                            | 61                                                             | 35                                                             |
| 1992                                                           | 536                                                            | 71                                                             | 52                                                             |
| 1993                                                           | 273                                                            | 49                                                             | 33                                                             |
| 1994                                                           | 280                                                            | 59                                                             | 41                                                             |
| 1995                                                           | 234                                                            | 58                                                             | 22                                                             |
| 1996                                                           | 229                                                            | 48                                                             | 28                                                             |
| 1997                                                           | 261                                                            | 42                                                             | 40                                                             |
| 1998                                                           | 245                                                            | 41                                                             | 20                                                             |
| 1999                                                           | 246                                                            | 41                                                             | 32                                                             |
| 2000                                                           | 262                                                            | 32                                                             | 50                                                             |
| 2001                                                           | 257                                                            | 38                                                             | 22                                                             |
| 2002                                                           | 217                                                            | 32                                                             | 34                                                             |
| 2003                                                           | 238                                                            | 34                                                             | 32                                                             |
| 2004                                                           | 221                                                            | 30                                                             | 22                                                             |
| 2005                                                           | 246                                                            | 48                                                             | 24                                                             |
| 2006                                                           | 279                                                            | 34                                                             | 22                                                             |
| 2007                                                           | 258                                                            | 41                                                             | 19                                                             |
| 2008                                                           | -                                                              | -                                                              | -                                                              |
| 2009                                                           | 278                                                            | 35                                                             | 21                                                             |
| 2010                                                           | -                                                              | -                                                              | -                                                              |
| 2011                                                           | -                                                              | -                                                              | -                                                              |
| 2012                                                           | 296                                                            | 46                                                             | 47                                                             |
| 2013                                                           | 286                                                            | 24                                                             | 11                                                             |
| 2014                                                           | 332                                                            | 48                                                             | 35                                                             |
| 2015                                                           | 307                                                            | 45                                                             | 28                                                             |
| 2016                                                           | 284                                                            | 57                                                             | 47                                                             |
| 2017                                                           | 313                                                            | 71                                                             | 40                                                             |
| 2018                                                           | 327                                                            | 47                                                             | 50                                                             |
| 2019                                                           | 327                                                            | 67                                                             | 56                                                             |
| 2020                                                           | 176                                                            | 22                                                             | 25                                                             |
| 2021                                                           | -                                                              | -                                                              | -                                                              |
| 2022                                                           | 481                                                            | 126                                                            | 121                                                            |
| 2023                                                           | 482                                                            | 131                                                            | 121                                                            |
| 2024                                                           | 523                                                            | 124                                                            | 117                                                            |